# Leontochroma
Leontochroma là một chi bướm đêm thuộc phân họ Tortricinae của họ Tortricidae.

## Các loài
- Leontochroma antitona (Meyrick, 1927)
- Leontochroma aurantiacum Walsingham, 1900
- Leontochroma percornutum Diakonoff, 1976
- Leontochroma suppurpuratum Walsingham, 1900
- Leontochroma viridochraceum Walsingham, 1900